# Григори Серпер
Григори Юревич Серпер (на руски: Григорий Юрьевич Серпер; на английски: Gregory Serper) е американски международен гросмайстор по шахмат.

## Биография
Роден е в Ташкент, в бившата Узбекска съветска социалистическа република (днешен Узбекистан). На шестгодишна възраст се научава да играе шахмат от дядо си. През 1985 г., на възраст от 16 години, започва да учи в известното московско шахматно училище на Ботвиник–Каспаров.
През 1992 г. като член на узбекистанския отбор, Серпер спечелва сребърен медал от 30-а шахматна олимпиада.
През януари 1996 г. се мести със семейството си в Съединените щати. През 1999 г., Серпер спечелва турнира „World Open“ след реми в армагедон плейоф партия с черните фигури срещу Борис Гулко, който е един от деветимата шахматисти, спорещи за първото място в състезанието. Същата година стига до финала на първенството по шахмат на САЩ след като отстранява Алексей Ермолински на полуфиналите, но губи на финала от Гулко.